# Santo Aleixo (Magé)
Santo Aleixo é um bairro criado em 1892 por decreto estadual e anexado ao Município de Magé, é a sede do 2º distrito de Magé, município da baixada fluminense, na Região Metropolitana do Rio de Janeiro, no Estado do Rio de Janeiro. Localiza-se no extremo norte do município, junto às divisas de Teresópolis e Guapimirim; distanciando-se não apenas do centro de Magé  mas também de Duque de Caxias, principal cidade vizinha. O distrito de Santo Aleixo engloba ainda os bairro de Andorinhas, Batatal, Cascata, Jardim Gandé, Britador, Vila Velha, Vila Citrolândia, Pico, Parque Dom Pedro II, Vila Velha, Cavado e Poço Escuro.

## História
Santo Aleixo é um distrito muito famoso no estado do Rio de Janeiro por conta de seus tradicionais eventos, a Festa de Santo Aleixo, anualmente realizada no mês de julho no bairro da Capela, pelos eventos que são realizados no Haras dos Anjos, sobretudo raves de grande porte; e pelo seu carnaval, que já há muitos anos vem sendo o principal da cidade. Diversos pontos da região tem vista para o Dedo de Deus, famosa formação rochosa da serra fluminense.
O distrito também conta com um crescente interesse turístico, o que se deve muito às belezas naturais da região, como em Andorinhas, além das suas cachoeiras. A Cachoeira do Monjolo é uma das mais concorridas nos finais de semana, formada por três quedas d´águas de até 45 metros e várias piscinas naturais. A primeira queda é “Monjolinho”, tem aproximadamente quinze metros de altura, a segunda próximo as trilhas tem seis metros e a terceira é a "Monjolo", com 45 metros. A velocidade com que a água cai nas rochas forma um cenário de neblina eterna parecendo um véu. Na verdade, o fenômeno é chamado por conhecedores como atomização da água, com a força da queda a água se vaporiza e causa o efeito de neblina.
O distrito fica praticamente todo numa região de vale, pouco povoado, contando com poucas ruas principais e vilas de pequeno porte. Há décadas Santo Aleixo contava com uma importante fábrica têxtil e sua rotina era agitada por dois cinemas, hoje desativados.No que tange ao esporte, possui dois clubes rivais que disputam os campeonatos da Liga Mageense de Desportos: o Andorinhas Futebol Clube e o Guarany Futebol Clube, ambos formados a partir de fábricas têxteis. Também é oriundo de Santo Aleixo (Andorinhas) o 1º Time de Futebol Americano da Cidade de Magé, o ANDORINHAS F.A (Andorinhas Futebol Americano). Fundado em 2012 tem se destacado com grandes partidas e vitórias. Time afiliado a LiFFA (Liga Fluminense de Futebol Americano).
A única igreja que se tem notícia - no Brasil, com a devoção e dedicada a Santo Aleixo, localiza-se na colina do lugar chamado “Capela”, em Santo Aleixo.
Ela foi levantada por José dos Santos Martins, com provisão de 4 de setembro de 1743, e benzida em abril de 1747, em virtude da provisão de 9 de fevereiro antecedente.
Seu fundador dotou-a com 300 braças de terra de testada, e 1.500 braças de sertão, como as possuia por herança de seu pai e sogro João Martins de Oliveira, no valor de cem mil réis, por escritura de 1º de fevereiro de 1743, lavrada nas Notas do Tabelião Custódio da Costa Gouveia, registrada no Livro de Tombos da Paróquia de Magé, RJ - antiga Capelania de N. Sra. da Piedade de Magemirim. Era Capela filial de Magé.
Mais tarde foi construída em Andorinhas a capela de N. Sra da Conceição, que viria a servir de Igreja Matriz da nova Paróquia, criada em 1960. A primeira Missa rezada nesta nova Igreja foi no dia 08 de dezembro de 1983.